# هبرون (حوزه سرشماری)، ویسکانسین
هبرون (به انگلیسی: Hebron) یک منطقهٔ مسکونی در ایالات متحده آمریکا است که در شهرستان جفرسون، ویسکانسین واقع شده‌است. هبرون ۶٫۵ کیلومتر مربع مساحت و ۲۲۴ نفر جمعیت دارد.